# 学園ベビーシッターズ
『学園ベビーシッターズ』（がくえんベビーシッターズ）は、時計野はりによる日本の漫画作品。『LaLa』（白泉社）にて2009年11月号から連載中。2023年4月時点で累計部数は500万部を突破している。

## あらすじ
鹿島竜一、虎太郎兄弟は両親を飛行機事故で亡くした。2人を引き取ったのは同じ事故で息子夫婦を亡くした森ノ宮学園・理事長。竜一が成人するまでの間面倒を見てもらう代わりにベビーシッターをすることになる。働く女性教員のために作られた保育ルームだったが人手が足りず、竜一はそれを補うために作られたベビーシッター部の部員第一号となる。

## 登場人物

### 主人公とそれを取り巻く人々
鹿島 竜一（かしま りゅういち）
声 - 西山宏太朗（アニメ） / 梶裕貴（ドラマCD）
血液型 - O型
主人公。両親が奔放で家を留守にすることが多く、赤ん坊の頃から弟の虎太郎の面倒をみていたため子供の扱いが巧い。
健気でしっかりものだが、過去に航空機事故により両親が他界してからは辛いことを一人で背負い込んでしまう傾向がある。そのため、虎太郎がいなくなることで本当に孤独になることを恐れることや亡き両親を想い涙を流すこともある。ややお人好しなところもあり、恋愛関係には奥手。一人称は「俺」。
鹿島 虎太郎（かしま こたろう）
声 - 古木のぞみ（アニメ） / 高本めぐみ（ドラマCD）
血液型 - O型
竜一の弟。兄の竜一が好きで、最初に書けるようになった字も彼の名前であった。
普段は非常にマイペースであり、表情の変化も少なく、他の子供達よりも言動がゆっくり。口癖は「う」「にーちゃ」。
兄と同様に辛いことを溜め込むところがあり、森ノ宮理事長に引き取られる前は感情を出すことが少なかったものの、徐々に表情豊かになっていく。一人称は「こた」。
森ノ宮 羊子（もりのみや ようこ）
声 - 宮寺智子
森ノ宮学園の理事長。息子夫婦を鹿島兄弟の両親と同じ飛行機事故で亡くした。
ストイックであり無駄とお金に厳しく、「世の中すべてギブアンドテイク、働かざる者食うべからず」の条件で、竜一に授業時間を除いたすべての時間をベビーシッターとして働いてもらう代わりに、竜一が成人するまで鹿島兄弟の後見人を引き受けた。
素天邪鬼な性格のためやや厳格に見えるものの、実際は愛情深い心の持ち主。鹿島兄弟を預かる期間を設けたのも、自分のことがいつか二人の負担にならないようにするためであった。そのため、鹿島兄弟や犀川、幼少期の友人たちまで多くの人々から慕われている。一人称は「私」。
犀川 恵吾（さいかわ けいご）
声 - 小野大輔
理事長秘書。料理や裁縫など家事が万能。生真面目な性格。また、本人発言から育ちの良い家柄出身だと思われる。
表情こそ少ないものの心優しい性格で冗談を言うユーモアもある。誰に対しても常に敬語で話し、相手に対しては様付けで呼ぶ。酔うとマネキンのように硬直してしまう。一人称は「私」。アニメでは次回予告を担当。
兎田 義仁（うさいだ よしひと）
声 - 前野智昭
血液型 - A型
森ノ宮学園の卒業生の一人で、保育ルームの職員。よく寝ていることが多い。
普段は職務中でありながら、居眠りしたり、マイペースな言動で竜一を振り回すこともあるが、時に大人として、先輩として竜一にアドバイスしたり、虎太郎の気持ちをさり気なく汲み取り、竜一に伝えるなど、面倒見の良さや思いやりを見せることも多く、竜一や保育ルームの子供達からも慕われている。
高校生時代は金持ちのエリート志向な父に反感を持ちながらも反抗するのが面倒だったので適当にうまくやっていたが、会社の倒産などで転落した父から「俺はこれから一からやり直そうと思う。お前も好きなように生きていきなさい」と言われ、どうやっていけばよいかわからないまま無気力に生きてきた。しかし、「昔から人の面倒を見るのが好きだっただろう」と恩師である森ノ宮理事長の息子にスカウトされ、ベビーシッターとして働くこととなった。
両親は現在田舎で農家を営んでいる。ギクシャクしていた父との仲も前よりは良好。一人称は「俺」。

### 保育ルームの幼児たち
狼谷 鷹（かみたに たか）
声 - 三瓶由布子
血液型 - O型
隼の弟。腕白で泣き虫。
やんちゃの代償として隼から拳骨制裁を受けることも多いが、それでも兄を慕っている。一人称は「俺」もしくは「おで」で語尾に「だじょ」を付けることもある。
蛇原が父親であることは知らないが、鷹の家出騒動後、おーちゃと親しくする。
熊塚 奇凛（くまつか きりん）
声 - 小原好美（アニメ） / 竹達彩奈（ドラマCD）
血液型 - A型
ちょっぴりおませなところがある。
母の弥生が仕事で忙しいために寂しい思いをすることも多い。女性語や敬語で話す癖がある。一人称は主に「奇凛」。
狸塚 拓馬（まみづか たくま）
声 - 齋藤彩夏
血液型 - O型
狸塚家の双子の兄。母親に似て陽気な性格でいつもにこにこ。いつも数馬と一緒にいる。
隼に懐いており、彼の真似をすることもしばしば。一人称は「俺」もしくは「拓馬」。
狸塚 数馬（まみづか かずま）
声 - 種﨑敦美
血液型 - O型
狸塚家の双子の弟。父親に似て気弱な性格でいつもうるうる。泣き虫。いつも拓馬と一緒にいる。
一人称は「俺」もしくは「数馬」。
猿渡 美鳥（さわたり みどり）
声 - 本渡楓
保育ルームの最年少。おむつが取れない年。兎田に懐いている。また、生まれたてだからかどうかは不明だが他の子とは異なり言葉は話せない。兎田が、風邪で寝込んでいた時に「うーだ」と兎田を呼んだことがあるが、のちに隼によって「いつものあぶーとかと同じ」と言われたため、真相は不明である。

### 森ノ宮学園の生徒

#### 高等部1年生
狼谷 隼（かみたに はやと）
声 - 梅原裕一郎
血液型 - B型
竜一のクラスメイトで、鷹の兄。
無愛想かつ物言いがドストレート、躾としてすぐ拳骨が出るなど容赦の無いところがあるが、家族や友人への情は厚い。
何かと他の子供達に頼られがちな竜一を気遣うことも多く、虎太郎の気持ちを代弁したこともあった。
虎太郎に勧誘（？）され、野球部と兼部でベビーシッター部の部員二号になった。
運動全般が得意で、女子からの人気も高いが、恋愛には一切興味がない様子。また甘いものが苦手。一人称は「俺」。
猪又 まりあ（いのまた まりあ）
声 - 明坂聡美
血液型 - A型
特進クラスの生徒で、成績は学年トップ。部活は調理部。
根は優しいものの真面目で不器用なために気を張り詰めがちで、誰に対しても厳しい態度を取ってしまう自分にコンプレックスを持っていたが、ベビーシッター部の面々や雪と交流するうちに素直な気持ちを出せるようになっていく。
徐々に竜一に好意を持つようになるが、意地っ張り故になかなか素直に認めることができず、さらに竜一の天然のおかげで振り回されて空回りしがち。一人称は「私」。
雪とは、竜一関係で親しくなる。
牛丸 雪（うしまる ゆき）
声 - 本渡楓
血液型 - O型
竜一のクラスメイトで、クラスで一番可愛いと評判の女子。巨乳。部活はテニス部。
竜一に恋しているがあがり症で自分からは言い出せず、竜一を物陰からこっそり見守る行動に出るなど若干ストーカー気味なところも。
子供自体は好きだがスタイルの良さから無邪気なセクハラの被害を受けることが多いため、実際に子供の相手をするのは苦手でいつも子供に囲まれている竜一に近づき難い一因になっている。
まりあには恋のライバルというよりは報われない想いに悩む同志といった感じのシンパシーを抱いており、非常に良好な関係を築いている。一人称は「私」。
山羊 朋也 （やぎ ともや）
声 - 染谷俊之
血液型 - O型
特進クラスの生徒。校内でも有名なイケメン。
性格も爽やかで女生徒からの人気も高いが、その実態は友人の中吉曰く「子供好きの変態」であり、可愛い子供を見てはしょっちゅう鼻血を垂らしている。
小学生の頃は両親と姉が多忙により鍵っ子だったために寂しい思いをしていたが、自身の誕生日の日に中吉に招待され、そこでまだ赤ん坊だった吉と末吉に笑いかけられ、これが子供好きの発端となった。一人称は「俺」。
根津 中吉（ねづ ちゅうきち）
声 - 太田基裕
血液型 - A型
特進クラスの生徒。六人兄妹の次男。成績は学年2位。
家が貧しいため奨学金をもらい、バイトもしている。
ベビーズ可愛さのあまり暴走しがちな朋也のお目付け役でもある。一人称は「俺」。
嘘川（うそかわ）
声 - 本橋大輔
竜一のクラスメイトの男子。竜一や隼と親しいが、若干無神経なところがある。
女子（本命は雪）にモテようと様々な努力をしているが、すべて空振りに終わっている。一人称は「俺」。
蒲田 礼奈（かばた れいな）
竜一のクラスメイトの女子で、雪の友人。
竜一に対して若干ストーカー気味な雪を度々たしなめている。

#### 高等部2年生
犬井 博幸（いぬい ひろゆき）
声 - 細谷佳正
竜一の1個上の先輩。女性の好みはふるゆわ系。
思い込みが激しくそそっかしい性格で変な方向に暴走していくことが多く、特に恋愛方面では色々残念な目（ゆかりを未亡人だと勘違いしたり、弥生に頼まれて女装していた竜一を女子と思い込むなど）にあっている。
しかし優しい一面や一途なところもあり、それらを知る竜一や猫田さんからはある程度の敬意や好意を持たれている。一人称は「俺」。
猫田さん（ねこたさん）
犬井先輩のクラスメイト。犬井先輩に好意を持っているが、当の本人には気付いてもらえていない。
外見や性格はギャルっぽいが、犬井先輩の好みに合わせて髪形を変えるなど健気なところもある。

#### 中等部
犬井 実香（いぬい みか）
犬井先輩の妹で、中等部に通っている。
友達から貰った写真を見て狼谷に一目惚れ。犬井先輩の妹らしく妄想が激しい。
狼谷に作った弁当にモザイクがかかるほど料理下手。

### 幼児たちの家族
狼谷 静（かみたに しずか）
声 - 三瓶由布子
隼と鷹の母。中等部の理科教師。一人称は「私」。
隼に似て気が強く、口よりも手が先に出る。
森ノ宮学園の卒業生の一人で、元夫の蛇原は高校時代の恩師だった。
蛇原 泰造（へびはら たいぞう）
隼と鷹の父。高等部の化学教師。隼や兎田から「ねちっこい」「意地悪」と言われるほど厳格な性格で、出席の際、声が聞こえなかっただけで反省文を書かせるほど。
「む」が口癖で大の甘党である。
保育ルームの幼児の親と比べると、教師歴は一番長い。
静とは、彼女が高校時代の教師と生徒の関係だった。ダイエットによる貧血で倒れた彼女に成長期に食を抜くとは愚の骨頂と説教し、自分の弁当をあげた。
その後、同じ教師となった静と結婚し、隼と鷹が生まれる。鷹が生まれてすぐに離婚したが、2人だけのときは気安く話している。嘘川の代わりで、パンダのコスプレをする際、静にパンダの鳴き声を聞いていた。
鷹は彼が父であることを知らない。
校内では息子たちに他人行儀で振る舞っているものの、こっそり隼の試合の応援に行ったり、毎年クリスマスに匿名で鷹にプレゼントを贈ったりするなど、陰では父親として何かと気にかけている。
竜一のことは、できた生徒だと評価している。
狸塚 海（まみづか うみ）
声 - 齋藤彩夏
拓馬と数馬の母。体育教師で、新体操部の顧問。旧姓は「桃賀」。夫の恒介と同じく、森ノ宮学園の卒業生の一人。
拓馬と同様にいつもにこにこしており、明るくてとても優しい性格。一人称は「私」。
狸塚 恒介（まみづか こうすけ）
声 - 日野聡
拓馬と数馬の父。現在注目されている俳優。妻の海と同じく、森ノ宮学園の卒業生の一人で、数馬と同様に気が弱く泣き虫だが、かつて学生時代に桃賀（現・狸塚）海に好意を抱きその性格を克服しようと試みたものの、失敗が続いていた。その最中、同級生の狐久保に俳優の道を目指してみないかと勧められ現在に至る。学生時代は剣道部だったが、弱かった。
俳優として自身が演じた役柄に息子たちが大きく影響されてしまうのが最大の悩み。
また女性からの人気が高いため、息子たちの送り迎えの際はマスクとサングラスに帽子まで被って来るため、隼から不審者呼ばわりされている。一人称は「僕」。
熊塚 弥生（くまつか やよい）
声 - 種﨑敦美
奇凛の母。演劇部顧問。
ミステリアスな印象とは裏腹に部活では体育会的なノリの熱血指導を行っている。親バカでとても娘に甘く、娘をつい甘やかし過ぎてしまう。一人称は「私」。
熊塚 悟（くまつか さとる）
声 - 村田太志
奇凛の父。職業はカメラマンで、関西弁でしゃべる。女性好きで口がうまい。
森ノ宮大学劇祭の主演を務めた弥生に一目惚れしたが、本命は初心であった為当時は冷たい態度をとっていた。
本人は黒歴史だと言っている。
妻と娘にはベタ惚れで、特に奇凛には過保護すぎるところも。一人称は「俺」。
猿渡 ゆかり（さわたり ゆかり）
声 - 鎌倉有那
美鳥の母。高等部の事務室勤務。
おっとりとした性格で、家を空けることの多い豊の仕事にも理解を持っている。一人称は「私」。
猿渡 豊（さわたり ゆたか）
声 - 藤沼建人
美鳥の父。大学の考古学者で、発掘でトルコなどに出張することもしばしば。
他の父親に比べてやや年配のため年寄り扱いされたり、犬井から山男呼ばわりされることもある。また、自分でも気にしている。

## 書誌情報
- 時計野はり 『学園ベビーシッターズ』 白泉社 〈花とゆめコミックス〉 既刊26巻（2024年12月5日現在）
  1. 2010年4月30日発売[6]、ISBN 978-4-592-19171-1
  2. 2010年11月5日発売[7]、ISBN 978-4-592-19172-8
  3. 2011年4月5日発売[8]、ISBN 978-4-592-19173-5
  4. 2011年9月5日発売[9]、ISBN 978-4-592-19174-2
  5. 2012年3月5日発売[10]、ISBN 978-4-592-19175-9
  6. 2012年8月3日発売[11]、ISBN 978-4-592-19176-6
  7. 2013年3月5日発売[12]、ISBN 978-4-592-19177-3
  8. 2013年8月5日発売[13]、ISBN 978-4-592-19178-0
  9. 2014年4月4日発売[14]、ISBN 978-4-592-19179-7
  10. 2014年10月3日発売[15]、 ISBN 978-4-592-19570-2
  11. 2015年4月3日発売[16]、ISBN 978-4-592-19571-9
  12. 2015年11月5日発売[17]、ISBN 978-4-592-19572-6
  13. 2016年8月5日発売[18]、ISBN 978-4-592-19573-3
  14. 2017年4月5日発売[19]、ISBN 978-4-592-19574-0
  15. 2017年10月5日発売[20]、 ISBN 978-4-592-19575-7
  16. 2018年1月4日発売[21]、ISBN 978-4-592-19576-4
    - 『ドラマCD付き特装版』同日発売[22]、ISBN 978-4-592-10585-5

  17. 2018年3月5日発売[23]、ISBN 978-4-592-19577-1
    - 『サンリオキャラクターズコラボミニトート付き特装版』同日発売[24]、ISBN 978-4-592-10591-6

  18. 2018年12月5日発売[25]、ISBN 978-4-592-19578-8
  19. 2019年7月5日発売[26]、ISBN 978-4-592-19579-5
  20. 2020年4月3日発売[27]、ISBN 978-4-592-19580-1
  21. 2020年12月4日発売[28]、ISBN 978-4-592-22091-6
  22. 2021年10月5日発売[29]、ISBN 978-4-592-22092-3
    - 『エコバッグ付き特装版』同日発売[30]、ISBN 978-4-592-10627-2

  23. 2022年7月5日発売[31]、ISBN 978-4-592-22093-0
  24. 2023年5月2日発売[32]、ISBN 978-4-592-22094-7
    - 『ジグソーパズル付き特装版』同日発売[33]、ISBN 978-4-592-10632-6

  25. 2024年3月5日発売[34]、ISBN 978-4-592-22095-4
  26. 2024年12月5日発売[35]、ISBN 978-4-592-22211-8

ノベライズ
- 香月沙耶（小説）、時計野はり（原作・イラスト）『小説・学園ベビーシッターズ』 白泉社 〈HCスペシャルLaLaノベルス〉 全1巻
  1. 2018年3月5日発売[36]、ISBN 978-4-592-19756-0

## テレビアニメ
『LaLa』2017年5月号にてアニメ化が発表され、2018年1月より3月までTOKYO MXほかにて放送された。

### スタッフ
- 監督 - 森下柊聖[38]
- 助監督 - 高橋謙仁
- シリーズ構成・脚本 - 柿原優子[39]
- キャラクターデザイン・総作画監督 - 大沢美奈[39]
- 美術監督 - 渋谷幸弘[39]
- 美術設定 - 藤瀬智康
- 色彩設計 - 福田由布子[39]
- 撮影監督・3DCG - 織田頼信[39]
- 2Dワークス - 徳丸仁志[39]
- 編集 - 池田康隆[39]
- 音響監督 - 本山哲[38]
- 音楽 - 川田瑠夏[4]
- 音楽プロデューサー - 高村友紀
- 音楽制作 - ランティス
- プロデューサー - 石黒達也、大原由子、石原史朗、木皿陽平、小出慎太郎、佐藤優樹
- アニメーション制作 - ブレインズ・ベース[38]
- 制作 - NAS[4]
- 製作 - 「学園ベビーシッターズ」製作委員会（NAS、バンダイビジュアル、白泉社、ランティス、バンプレスト、丸井グループ、ブレインズ・ベース）[39]

### 主題歌
「Endless happy world」
小野大輔によるオープニングテーマ。作詞は畑亜貴、作曲・編曲は渡辺拓也。
「おしえてョ」
ひょろっと男子（西山宏太朗、梅原裕一郎）によるエンディングテーマ。作詞は松藤量平、作曲は藤本記子、編曲は福富雅之。

### 各話リスト
| 話数   | 絵コンテ | 演出     | 作画監督                             |
| ------ | -------- | -------- | ------------------------------------ |
| その1  | 森下柊聖 | 後藤圭二 | 大沢美奈                             |
| その2  | 森下柊聖 | 真野玲   | しんぼたくろう、田中良（アクション） |
| その3  | 高橋謙仁 | 高橋謙仁 | 川島尚、田中良（アクション）         |
| その4  | 森下柊聖 | 石踊宏   | 相坂ナオキ                           |
| その5  | 西森章   | 真野玲   | しんぼたくろう、田中良（アクション） |
| その6  | 石踊宏   | 石踊宏   | 加藤壮                               |
| その7  | 大宙征基 | 高橋謙仁 | 松本健太郎、鈴木信一                 |
| その8  | 森下柊聖 | 石踊宏   | 相坂ナオキ                           |
| その9  | 森下柊聖 | 真野玲   | しんぼたくろう、田中良（アクション） |
| その10 | 石踊宏   | 石踊宏   | 川島尚                               |
| その11 | 高橋謙仁 | 高橋謙仁 | 本橋秀之、山川拓己、鈴木信一         |
| その12 | 森下柊聖 | 後藤圭二 | 松本健太郎、渋谷一彦、大沢美奈       |

### 放送局
| 放送期間                | 放送時間                     | 放送局     | 対象地域 | 備考                      |
| ----------------------- | ---------------------------- | ---------- | -------- | ------------------------- |
| 2018年1月7日 - 3月25日  | 日曜 23:00 - 23:30           | TOKYO MX   | 東京都   |                           |
| 2018年1月10日 - 3月28日 | 水曜 0:00 - 0:30（火曜深夜） | サンテレビ | 兵庫県   |                           |
|                         | 水曜 0:30 - 1:00（火曜深夜） | BS11       | 日本全域 | BS放送 / 『ANIME+』枠     |
| 2018年3月7日 - 5月23日  | 水曜 23:00 - 23:30           | AT-X       | 日本全域 | CS放送 / リピート放送あり |

| 配信開始日    | 配信時間        | 配信サイト |
| ------------- | --------------- | --- |
| 2018年1月10日 | 水曜 12:00 更新 | Amazonビデオ GYAO!ストア J:COMオンデマンド TSUTAYA TV DMM.com ニコニコチャンネル バンダイチャンネル アニメ放題 dアニメストア dTV HAPPY!動画 TERASA milplus ムービーフルPlus ひかりTV U-NEXT Rakuten TV レオネット ビデオマーケット |

### 日本国外での放送
時間帯は全て現地時間。
香港
2018年7月17日から2018年8月22日無綫電視翡翠台にて、『湊B同學仔』のタイトルで毎週火曜、水曜の17時20分-17時50分に放送。広東語 & 日本語二ヶ国語放送、繁体字字幕あり。

### BD / DVD
| 巻 | 発売日        | 収録話          | 規格品番  | 規格品番  |
| 巻 | 発売日        | 収録話          | BD限定版  | DVD限定版 |
| -- | ------------- | --------------- | --------- | --------- |
| 1  | 2018年3月23日 | 第1話 - 第2話   | BCXA-1351 | BCBA-4897 |
| 2  | 2018年4月24日 | 第3話 - 第4話   | BCXA-1352 | BCBA-4898 |
| 3  | 2018年5月25日 | 第5話 - 第6話   | BCXA-1353 | BCBA-4899 |
| 4  | 2018年6月22日 | 第7話 - 第8話   | BCXA-1354 | BCBA-4900 |
| 5  | 2018年7月27日 | 第9話 - 第10話  | BCXA-1355 | BCBA-4901 |
| 6  | 2018年8月28日 | 第11話 - 第12話 | BCXA-1356 | BCBA-4902 |
| 7  | 2018年9月26日 | 第13話（OVA）   | BCXA-1357 | BCBA-4903 |